# Kraftwerk Aprilia
Das Kraftwerk Aprilia (italienisch Centrale termoelettrica di Aprilia) ist ein GuD-Kraftwerk nahe der Stadt Aprilia, Provinz Latina, Region Latium, Italien.
Das Kraftwerk ist im Besitz von Sorgenia und wird auch von Sorgenia betrieben. Sorgenia gibt für die installierte Leistung des Kraftwerks 800 (bzw. 805,6) MW an: sonstige Quellen geben 800 MW an. Das Kraftwerk nahm den kommerziellen Betrieb im Juni 2012 auf.

## Kraftwerksblöcke
Das Kraftwerk besteht mit Stand September 2023 aus einem Block, der in Betrieb ist. Die folgende Tabelle gibt einen Überblick:
| Block | GT/DT | Max. Leistung (MW) | Betriebsbeginn | Turbine | Generator | Dampfkessel | Status |
| ----- | ----- | ------------------ | -------------- | ------- | --------- | ----------- | ------ |
| 1     | GT    | 265                | Mai 2012       | Ansaldo | Ansaldo   | Ansaldo     |        |
| 1     | GT    | 265                | Mai 2012       | Ansaldo | Ansaldo   | Ansaldo     |        |
| 1     | DT    | 270                | Mai 2012       | Ansaldo | Ansaldo   |             |        |

Der Block besteht aus zwei Gasturbinen sowie einer nachgeschalteten Dampfturbine. An die Gasturbinen ist jeweils ein Abhitzedampferzeuger angeschlossen; die Abhitzedampferzeuger versorgen dann die Dampfturbine. Die beiden Gasturbinen vom Typ V94.3A wurden von Ansaldo geliefert.
Die Leistung der beiden Gasturbinen wird mit jeweils 265 (bzw. 272,7 oder 277) und die Leistung der Dampfturbine mit 260,2 (bzw. 270) angegeben. Die drei Generatoren leisten jeweils maximal 330 MVA; ihre Nennspannung beträgt 18 kV.
In den Jahren 2019 und 2020 wurden 2,213 (bzw. 1,713) Mrd. kWh erzeugt; die durchschnittliche Leistungsabgabe lag im Jahr 2020 bei 300 MW. Im Jahr 2021 war das Kraftwerk an 5561 (von 8760 möglichen) Stunden in Betrieb und erzeugte 2,075 Mrd. kWh.

## Sonstiges
Die Kosten für die Errichtung des Kraftwerks werden mit 450 Mio. EUR (bzw. 618 Mio. USD) angegeben. Der erzeugte Strom wird über eine 380-kV-Leitung abgeführt.